# Grand Prix Formule 1 van Italië 1953
De Grand Prix Formule 1 van Italië 1953 werd gehouden op 13 september op het Autodromo Nazionale Monza in Monza. Het was de negende en laatste race van het seizoen.

## Uitslag
| Pos. | Nr. | Coureur                      | Constructeur          | Rondes | Tijd / Oorzaak uitval | Grid | Punten |
| ---- | --- | ---------------------------- | --------------------- | ------ | --------------------- | ---- | ------ |
| 1    | 50  | Juan Manuel Fangio           | Maserati              | 80     | 2:49:45.9             | 2    | 9S     |
| 2    | 6   | Giuseppe Farina              | Ferrari               | 80     | + 1.4                 | 3    | 6      |
| 3    | 2   | Luigi Villoresi              | Ferrari               | 79     | + 1 Ronde             | 5    | 4      |
| 4    | 8   | Mike Hawthorn                | Ferrari               | 79     | + 1 Ronde             | 6    | 3      |
| 5    | 36  | Maurice Trintignant          | Gordini               | 79     | + 1 Ronde             | 8    | 2      |
| 6    | 40  | Roberto Mieres               | Gordini               | 77     | + 3 Rondes            | 16   |        |
| 7    | 56  | Sergio Mantovani Luigi Musso | Maserati              | 76     | + 4 Rondes            | 12   |        |
| 8    | 10  | Umberto Maglioli             | Ferrari               | 75     | + 5 Rondes            | 11   |        |
| 9    | 38  | Harry Schell                 | Gordini               | 75     | + 5 Rondes            | 15   |        |
| 10   | 32  | Louis Chiron                 | Osca                  | 72     | + 8 Rondes            | 25   |        |
| 11   | 44  | Prince Bira                  | Maserati              | 72     | + 8 Rondes            | 23   |        |
| 12   | 46  | Alan Brown                   | Cooper-Bristol        | 70     | + 10 Rondes           | 24   |        |
| 13   | 28  | Stirling Moss                | Cooper-Alta           | 70     | + 10 Rondes           | 10   |        |
| 14   | 48  | Hans Stuck                   | AFM-Bristol           | 67     | + 13 Rondes           | 29   |        |
| 15   | 16  | Yves Giraud Cabantous        | HWM-Alta              | 67     | + 13 Rondes           | 28   |        |
| 16   | 64  | Louis Rosier                 | Ferrari               | 65     | + 15 Rondes           | 17   |        |
| DNF  | 4   | Alberto Ascari               | Ferrari               | 79     | Ongeluk               | 1    |        |
| DNF  | 52  | Felice Bonetto               | Maserati              | 77     | Geen benzine          | 7    |        |
| DNF  | 54  | Onofre Marimon               | Maserati              | 75     | Ongeluk               | 4    |        |
| DNF  | 58  | Toulo de Graffenried         | Maserati              | 70     | Motor                 | 9    |        |
| NC   | 20  | Jack Fairman                 | Connaught-Lea-Francis | 61     | Niet geklasseerd      | 22   |        |
| NC   | 30  | Ken Wharton                  | Cooper-Bristol        | 57     | Niet geklasseerd      | 19   |        |
| NC   | 24  | Kenneth McAlpine             | Connaught-Lea-Francis | 56     | Niet geklasseerd      | 18   |        |
| DNF  | 12  | Piero Carini                 | Ferrari               | 40     | Motor                 | 20   |        |
| DNF  | 22  | Roy Salvadori                | Connaught-Lea-Francis | 33     | Gaspedaal             | 14   |        |
| DNF  | 2   | Chico Landi                  | Maserati              | 18     | Motor                 | 21   |        |
| DNF  | 34  | Elie Bayol                   | Osca                  | 17     | Motor                 | 13   |        |
| DNF  | 18  | John Fitch                   | HWM-Alta              | 14     | Motor                 | 26   |        |
| DNF  | 26  | Johnny Claes                 | Connaught-Lea-Francis | 7      | Benzinesysteem        | 30   |        |
| DNF  | 14  | Lance Macklin                | HWM-Alta              | 6      | Motor                 | 27   |        |

## Statistieken
| Pole-position | Alberto Ascari     | Ferrari  | 2:02.7 |
| Snelste ronde | Juan Manuel Fangio | Maserati | 2:04.5 |

## Noot
- Dit was het debuut voor de Italiaanse coureurs Umberto Maglioli, Sergio Mantovani en Luigi Musso.
- Dit was de tiende snelste ronde voor Juan Manuel Fangio.
- Dit was de tweede wereldtitel voor Alberto Ascari en de derde voor een Italiaanse coureur.

1921 · 1922 · 1923 · 1924 · 1925 · 1926 · 1927 · 1928 · 1931 · 1932 · 1933 · 1934 · 1935 · 1936 · 1937 · 1938 · 1947 · 1948 · 1949 · 1950 · 1951 · 1952 · 1953 · 1954 · 1955 · 1956 · 1957 · 1958 · 1959 · 1960 · 1961 · 1962 · 1963 · 1964 · 1965 · 1966 · 1967 · 1968 · 1969 · 1970 · 1971 · 1972 · 1973 · 1974 · 1975 · 1976 · 1977 · 1978 · 1979 · 1980 · 1981 · 1982 · 1983 · 1984 · 1985 · 1986 · 1987 · 1988 · 1989 · 1990 · 1991 · 1992 · 1993 · 1994 · 1995 · 1996 · 1997 · 1998 · 1999 · 2000 · 2001 · 2002 · 2003 · 2004 · 2005 · 2006 · 2007 · 2008 · 2009 · 2010 · 2011 · 2012 · 2013 · 2014 · 2015 · 2016 · 2017 · 2018 · 2019 · 2020 · 2021 · 2022 · 2023 · 2024 · 2025